# Barry Leitch
 (mai 2020).
Si vous disposez d'ouvrages ou d'articles de référence ou si vous connaissez des sites web de qualité traitant du thème abordé ici, merci de compléter l'article en donnant les références utiles à sa vérifiabilité et en les liant à la section « Notes et références ».
Barry Leitch, né à Strathaven en Écosse le 27 avril 1970, est un compositeur britannique.

## Biographie
Il vit aux États-Unis depuis plusieurs années, où il est surtout actif comme auteur de bandes originales de jeux vidéo.

## Musique de jeux vidéo
- 1995 : Addams Family Values (Game Boy, NES - Ocean)
- 1987 : Airborne Ranger (Atari ST, Amiga - Microprose)
- 1991 : American Gladiators (Atari ST, Amiga, Genesis, SNES - Gametek)
- 1991 : Back to the Future Part III (C64 - Probe)
- 1987 : Battlefield Germany (C64 - Atlantis Software)
- 1999 : Boss Rally (en) (PC)
- 1990 : BSS Jane Seymour (en) (PC - Gremlin Graphics)
- 1989 : Butcher Hill (en) (Amiga - Gremlin Graphics)
- 1988 : L'Arche du Captain Blood (Speccy - Infogrames)
- 1986 : Captain Courageous (C64 - English Software)
- 1992 : L'Entraîneur (PC - Domark)
- 1990 : Combo Racer (en) (Amiga - Gremlin Graphics)
- 1993 : Daemonsgate (Atari ST, Amiga, PC - Gremlin Graphics)
- 1991 : Demoniak (Atari ST, Amiga - Palace Software)
- 1989 : DNA Warrior (Amiga - ACE)
- 1991 : Double Dragon[Lequel ?] (C64 - Gremlin Graphics)
- 1994 : Eek le chat (SNES - Ocean)
- 1988 : Emlyn Hughes International Soccer (en) (C64 - Audiogenic Software)
- 1988 : Ferrari Formula One (C64, Atari ST, Speccy, PC - Electronic Arts)
- 1990 : Fiendish Freddy's Big Top o' Fun (en) (C64, Speccy, Amstrad)
- 1989 : Federation of Free Traders (en) (PC - Gremlin Graphics)
- 1987 : Frankenstein (Amstrad CPC, Commodore 64, ZX Spectrum - CRL Group)
- 1992 : Gadget Twins (Atari ST, Amiga, Genesis, SNES - Gametek)
- 2000 : Gauntlet: Dark Legacy (Arcade)
- 1998 : Gauntlet Legends (Arcade)
- 1987 : Gemini Wing (C64, Atari ST, Amiga, Speccy, Amstrad - The Sales Curve)
- 1989 : Gilbert: Escape from Drill (C64, Atari ST, Amiga, Speccy, Amstrad - Enigma Variations 1989)
- 1984 : Golf (NES - Gremlin Graphics)
- 1991 : HeroQuest (C64, Atari ST, Amiga, Speccy, Amstrad, PC - Gremlin Graphics)
- 2015 : Horizon Chase: World Tour (Android, iOS - Aquiris)
- 2018 : Horizon Chase Turbo (PS4, PC, Switch - Aquiris)
- 2022 : Horizon Chase 2